# ブルーノ・シュルツ

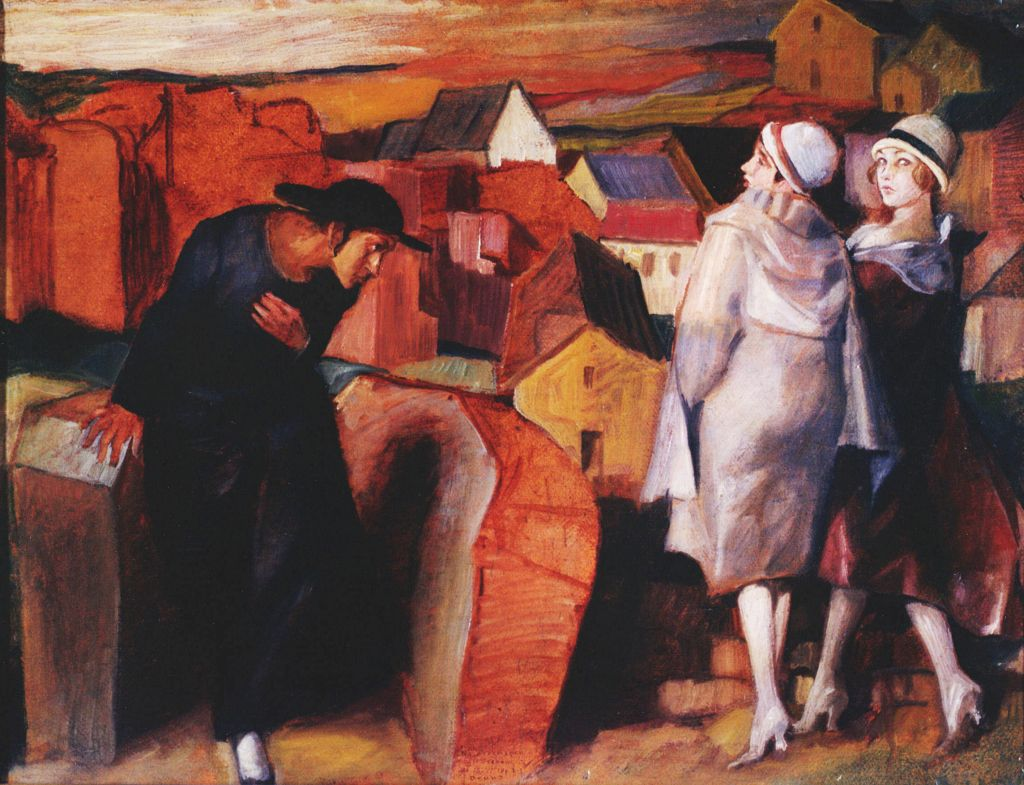
ブルーノ・シュルツの美術作品、『出会い、2人の女性とユダヤ人の若者』(1920)

ブルーノ・シュルツ（Bruno Schulz, 1892年7月12日 - 1942年11月19日）は、ポーランドのユダヤ系作家・画家・ホロコースト犠牲者。
シュルツは、ヴィトルド・ゴンブローヴィチ、スタニスワフ・イグナツィ・ヴィトキェヴィチとともに、戦間期ポーランドでひときわ異彩を放った作家の一人として再評価されており、現在その作品は世界十数ヶ国に翻訳されている。
日本ではポーランド文学者工藤幸雄による1967年の初訳以来、幾度もの改訳・増補を経て1998年に世界初となる『全集』が出版された（読売文学賞受賞）。2005年末には『シュルツ全小説』が平凡社ライブラリーより公刊されている。

## 経歴
シュルツは、ポーランド東南部ガリツィア地方の小都市ドロホビチ（現ウクライナ領）で布地商を営むヤクブ・シュルツとヘンリエッタ・ヘンデルとの間に生まれた。シュルツは終生この街を離れることなく、その50年あまりの生涯の間、オーストリア・ハンガリー帝国、ポーランド（1921〜39年）、ソビエト連邦（1939〜41年）、ナチス・ドイツ（1941〜44年）と目まぐるしく占領国の変転を被った街と運命をともにした。
ギムナジウム卒業後、画業を目指そうとするも、家族の反対を受けてリヴィウの工科大学に進学、建築を専攻する。病気のために休学。
1914年に第一次世界大戦が勃発し、シュルツは姉、甥とともにウィーンに疎開。1915年に一時ドロホビチに帰るが、1918年まで断続的にウィーン滞在。1915年6月23日にドロホビチで父が死去するが、当時シュルツは難民としてウィーンに滞在しており死には立ち会っていない。
1918年帰郷後、ドロホビチの美術グループ「カレイア」に参加。
1921年には、マルツェリ・ヴェロン（Marceli Weron）の筆名で短編「ウンドゥラ」を発表したとされる。クリシェ・ヴェール作品を作成。
クラクフのヤギェロン大学学生ヴワディスワフ・リフとの交流から執筆を始める。ザコパネのスタニスワフ・イグナツィ・ヴィトキェーヴィチ（通称ヴィトカツィ）のところで知り合ったデボラ・フォーゲル（『アカシアは花咲く』の著者）との文通から、『肉桂色の店』の原型が生まれる。
1924年から契約教師としてドロホビチのギムナジウムで美術を教える。兄のイジドゥルはルヴフの石油会社の役員であったが、1935年に心臓病で急逝する。その後、シュルツは一家の大黒柱として精神病を抱えた姉の家族を支えなければならなくなる。1933年にイジドゥルの金銭的援助を受けて出版した短編集『肉桂色の店』は一部の作家たちから高い評価を得たものの、家計の足しにはならず、シュルツは終生、教員の職との二足の草鞋で作家生活を続けなければならなかった。
1941年にドロホビチはナチスに占領され、ユダヤ人たちはゲットーに追いやられ、シュルツも住み慣れたフロリンスカ通り10番地の住居を離れ、ゲットーに移る。その際、原稿やドローイングをゲットー外の知人に託したことが知られる。
シュルツはオーストリア出身のゲシュタポ将校フェリックス・ランダウ（Felix Landau)からお抱えの画家として雇われ、その子供部屋に壁画を描いた。1942年、たまたまパンの配給を受け取りに行く途中、ゲシュタポたちが「野蛮作戦」と名づけた無差別なユダヤ人殺戮の実行に遭遇し、ゲシュタポの一人に路上で射殺された。

## 文学作品
- 『肉桂色の店 (Sklepy cynamonowe)』(1933年)
  - 八月 (Sierpień)
  - 憑き物 (Nawiedzenie)
  - 鳥 (Ptaki)
  - マネキン人形 (Manekiny)
  - マネキン人形論 あるいは創世記第二の書 (Traktat o manekinach albo Wtóra Księga Rodzaju)
  - マネキン人形論（続） (Traktat o manekinach. Ciąg dalszy)
  - マネキン人形論（完） (Traktat o manekinach. Dokończenie)
  - ネムロド (Nemrod)
  - 牧羊神 (Pan)
  - カロル叔父さん (Pan Karol)
  - 肉桂色の店 (Sklepy cynamonowe)
  - 大鰐通り(Ulica Krokodyli)
  - あぶら虫 (Karakony)
  - 疾風 (Wichura)
  - 大いなる季節の一夜 (Noc wielkiego sezonu)

- 『砂時計サナトリウム (Sanatorium pod Klepsydrą)』(1937年)
  - 書物 (Księga)
  - 天才的な時代 (Genialna epoka)
  - 春 (Wiosna)
  - 七月の夜 (Noc lipcowa)
  - 父の消防入り(Mój ojciec wstępuje do strażaków)
  - 第二の秋 (Druga jesień)
  - 死んだ季節 (Martwy sezon)
  - 砂時計サナトリウム (Sanatorium pod Klepsydrą)
  - ドド (Dodo)
  - エヂオ (Edzio)
  - 年金暮らし (Emeryt)
  - 孤独(Samotność)
  - 父の最後の逃亡(Ostatnia ucieczka ojca)

シュルツが生前に出版した作品は上記二つの短編集、そのほかには単発で雑誌に発表した4編の短編がある。（トーマス・マンに宛てて知人の母に託したドイツ語による散文『帰郷』Die Heimkehrは紛失している。）いずれも主に幼少時の身辺に取材し、ポーランドの小都市における一家庭内とその周辺、という極めて狭い世界を描いている。
短編のほか、書評やエッセイを第一短編集『肉桂色の店』発表ののち、精力的に雑誌に発表している。
シュルツは、作品の中でさまざまな二項対立（人間と人形、人工と自然、実在と非在、生者と死者など）やヒエラルキーを反転させ、溶解させていく手法を得意とした。動植物・無機物の擬人化や、形体や色彩の描写を過剰なまでに誇張することで、シュルツは日常的な世界を、新しい容貌のもとに再現させる。
シュルツの小説の主なモチーフのひとつに、「父の変身」がある。シュルツの小説に一貫して登場する主人公ユーゼフの父であるヤクブは、ゴキブリや鳥など、さまざまな形態への変身を繰り返す。父親と息子を巡る変身物語という点で、プラハの作家カフカとの類似点が指摘されることがある（ただしカフカの場合、父親ではなく息子が変身する）。（補足として、1936年にシュルツはカフカの『審判』のポーランド語訳を出版しているが、実際に翻訳を行ったのは婚約者のユゼフィーナ・シェリンスカであった）。

## 画業
戦火の中で多くが失われ、今日遺っている作品だけ見ても、彼の画業のモチーフは多岐にわたる。自画像を含む肖像画、ユダヤ教徒のコミュニティ、馬車の走る街路の風景など。なかでも、小説では潜在的にしか描かれることのなかったエロティシズムへの偏執が中心的主題として描かれている点が特徴的である。画家としてのデビュー作である連作版画『偶像讃美の書』には、女王然と振舞う女たちの足許に跪拝する矮小化された男たちの姿が執拗に繰り返し描かれている。

## クリシェ・ヴェール
1920年頃に制作されたシュルツの版画集『偶像讃美の書』はクリシェ・ヴェールという写真版画技法が導入されている。
フランス語で「ガラス陰画（ネガ）」を意味するこの技法は19世紀半ばに考案され、主にバルビゾン派の画家が多用した。その制作プロセスは、ガラスに黒色ゼラチンを塗り、その膜をニードルで削って図柄を描き、その原版に写真の感光紙を重ねて現像するというものである。
手間がかかるが仕上がりはエッチングに似ているためフランス国外へ伝播することは殆どなく、20世紀に入ると技法自体が忘れられていった。そのようなクリシェ・ヴェール技法をシュルツは独学で会得する。

## シュルツ作品の波紋
シュルツの作品は一部の層に強い支持を得ており、特にユダヤ系の作家のなかにファンが多い。アイザック・バシェヴィス・シンガーやフィリップ・ロスは自他共に認めるシュルツ作品の愛読者である（「ニューヨーク・タイムズ」（1977年2月13日）で両者はシュルツを巡って対談しており、その中でシンガーはシュルツを「時としてプルーストやカフカにも達せなかった深みに到達している」と評している。ロスは中欧の作家による作品集を編む際『砂時計サナトリウム』をこの中に加えている）。
同じく合衆国のユダヤ系作家シンシア・オジックは小説『ストックホルムの救世主』（1987年）で、シュルツの行方不明の遺稿『救世主』を巡る書評家の物語を書いている。サラエヴォ出身で合衆国で活躍する作家アレクサンダル・ヘモンは、小説『ノー・ホエア・マン』（2002年）のエピグラフにシュルツの「天才的な時代」の一節を掲げている。
アメリカの東欧ユダヤ系3世の作家であり、書物の視覚的要素や物質的要素を最大限に利用する作家としても知られるジョナサン・サフラン・フォアは、シュルツの英語版短編集『Street of Crocodiles』（『大鰐通り』）の印刷された文字をダイカットで切り抜きし、残された文字をつなげて読むかたちで新たな物語を作り出した（Tree of Codes『暗号の森』2010年）。ブルーノ・シュルツの作品の二次利用の特異な例である。
ロシアの作家アサール・エッペリは、ソ連時代に無視されていたシュルツの作品をロシア語に翻訳している。
小説家以外でも、ポーランドの前衛演劇家タデウシュ・カントルは、シュルツの作品からの影響を公言している（カントルの戯曲『死の教室』（1975年）は、シュルツの短編「年金暮らし」を基に書かれている。ちなみに1976年にアンジェイ・ワイダはドキュメンタリー映画『タデウシュ・カントルの劇「死の教室」』を撮っている）。
映像化の試みとして、ポーランドの映画監督ヴォイチェフ・イェジー・ハスの映画『砂時計サナトリウム』(1973年)や、イギリスで活躍するブラザーズ・クエイの人形アニメ『ストリート・オブ・クロコダイル』（1986年）、『砂時計サナトリウム』（2024年）などが挙げられる。
漫画化の試みとして、西岡兄妹（加藤有子編『ブルーノ・シュルツの世界』成文社、2013に一部収録）、ドイツの漫画家ディーター・ユットのデビュー作『ブルーノ・シュルツ短篇集、憑き物その他』（1995年）などが挙げられる。
音楽の分野では、クラクフで活躍するクラクフ・クレズマー・バンドのアルバム『砂時計サナトリウム』が、フリー・ジャズの鬼才ジョン・ゾーンのプロデュースのもと、ツァディクから2005年にリリースされている。
文筆業だけでなくシュルツの画業も現在、一定の評価を得てきている。キューバ出身の合衆国の作家ローランド・ペレスは、シュルツの画業をテーマに小説『ザ・ディヴァイン・デューティー・オヴ・サーヴァンツ』（1999年）を書いている。
2013年以降、舞踊家の勅使川原三郎が、ブルーノ・シュルツの短編にインスピレーションを受けた作品を次々と発表している（「マネキン人形論」「シナモン」「青い目の男」「空時計サナトリウム」「ドドと気違いたち」「春、一夜にして」）。

## 新発見
2001年2月、シュルツに関するドキュメンタリー映画を作成中のドイツの映像作家ベンヤミン・ガイスラー（Benjamin Geissler)が、ドロホビチでかつてランダウが住んだ住居（現在のタルノフスキェゴ14番地）の食糧倉庫に、シュルツが描いた壁画を発見する。しかし、5月にはイスラエルのホロコースト記念館ヤド・ヴァシェムが壁画の大部分を剥離してイスラエルに持ち去り、国際的な大問題になった。2008年、ウクライナとイスラエルの間で契約が結ばれ、20年の貸与、その後5年ごとの貸与契約の自動更新が決まった。2009年から、ヤド・ヴァシェムの美術館で一般公開。しかし、そのキャプションでは、発見者のガイスラーの名前もヤド・ヴァシェムが違法（ウクライナの法律では1945年以前に作られた美術品の持ち出しは禁止されている）に持ち去った事実にも触れられておらず、ヤド・ヴァシェムが放置されていた壁画を発見し、保護したという物語に書き換えられている。壁画発見の様子は、ベンヤミン・ガイスラーのドキュメンタリー映画『Finding Pictures』に収められている。
2020年、シュルツが1922年に匿名マルツェリ・ヴェロンで発表と思しき短編「ウンドゥラ」が発見された。

## 日本語参考文献
- 『ブルーノ・シュルツ全集 I・II』工藤幸雄編訳、新潮社、1998年。
- 『ブルーノ・シュルツ全小説』工藤幸雄訳、平凡社ライブラリー、2005年。
- マルツェリ・ヴェロン（ブルーノ・シュルツ）「ウンドゥラ」加藤有子訳『すばる』2021年3月号。
- 加藤有子『ブルーノ・シュルツ――目から手へ』水声社、2012年。
- 加藤有子『ブルーノ・シュルツの世界』成文社、2013年。
- 加藤有子「第八回国際ブルーノ・シュルツフェスティバル――シュルツ受容の現在」『日本スラヴ学研究』22号、2019年。
- 加藤有子「物語/歴史の操作 : ジョナサン・サフラン・フォアの小説の視覚的要素」『れにくさ : 現代文芸論研究室論集』第3巻、現代文芸論研究室、2012年、226-242頁、doi:10.15083/00037486、NCID AA1243121X。